# Resurrection (New Found Glory)
Resurrection è l'ottavo album in studio del gruppo musicale statunitense New Found Glory, pubblicato il 7 ottobre 2014 dalla Hopeless Records.
L'8 ottobre 2015 è stato ripubblicato in una nuova edizione chiamata Resurrection: Ascension.

## Tracce
Edizione standard
1. Selfless – 3:47
2. Resurrection (feat. Scott Vogel) – 3:01
3. The Worst Person – 3:30
4. Ready and Willing – 3:22
5. One More Round – 3:03
6. Vicious Love – 3:23
7. Persistent – 3:06
8. Stories of a Different Kind – 3:06
9. Degenerate – 3:24
10. Angel – 3:44
11. Stubborn (feat. Anthony Raneri) – 3:30
12. Living Hell – 2:41
13. On My Own (feat. Brendan Yates) – 3:04

Edizione deluxe (Resurrection: Ascension)
1. Selfless
2. Resurrection
3. The Worst Person
4. The Enemy
5. Ready and Willing II
6. The Crown
7. One More Round
8. Vicious Love (feat. Hayley Williams)
9. Persistent
10. Stories of a Different Kind
11. Degenerate
12. Angel
13. Stubborn
14. Living Hell
15. On My Own
16. Ready and Willing (Acoustic)
17. Persistent (Acoustic)
18. Living Hell (Acoustic)
19. Vicious Love
20. Ready and Willing

## Formazione
- Jordan Pundik – voce
- Chad Gilbert – chitarra, voce secondaria
- Ian Grushka – basso
- Cyrus Bolooki – batteria, percussioni